# Meßkirch
Meßkirch est une ville allemande du Bade-Wurtemberg, au sud de Sigmaringen, entre le Danube et le lac de Constance.

## Géographie

### Municipalités voisines
Les municipalités voisines sont Inzigkofen et Beuron dans le nord, Krauchenwies dans l'est, Wald (Hohenzollern) et Sauldorf dans le sud, et Leibertingen dans l'ouest.

### Citoyens célèbres
Martin Heidegger philosophe né le 26 septembre 1889, décédé le 26 mai 1976

### L'organisation urbaine
La ville se compose de la ville centrale et des villages voisins : Buffenhofen, Dietershofen, Heudorf, Igelswies, Langenhart, Menningen, Rengetsweiler, Ringgenbach, Rohrdorf et Schnerkingen.
| Armoiries             | Ville/Villages   | Habitants (2006) | Superficie |
| --------------------- | ---------------- | ---------------- | ---------- |
| Meßkirch              | Meßkirch (ville) | ?                |            |
| Kein Wappen Verfügbar | Buffenhofen      | ?                |            |
| Dietershofen          | Dietershofen     | 160              | 379 ha     |
| Wappen Heudorf        | Heudorf          | 330              |            |
| Igelswies             | Igelswies        | ?                | 297 ha     |
| Wappen Langenhart     | Langenhart       | 230              |            |
| Wappen Menningen      | Menningen        | 450              |            |
| Rengetsweiler         | Rengetsweiler    | 410              | 508 ha     |
| Ringgenbach           | Ringgenbach      | 190              | 429 ha     |
| Wappen Rohrdorf       | Rohrdorf         | 900              |            |
| Kein Wappen Verfügbar | Schnerkingen     | ?                |            |

La ville fait partie de "Leader" (Liaison entre actions de développement de l'économie rurale) avec les villes et communes de Beuron, Inzigkofen, Krauchenwies, Leibertingen, Mengen, Meßkirch, Schwenningen, Sigmaringen et Sigmaringendorf.

## Histoire

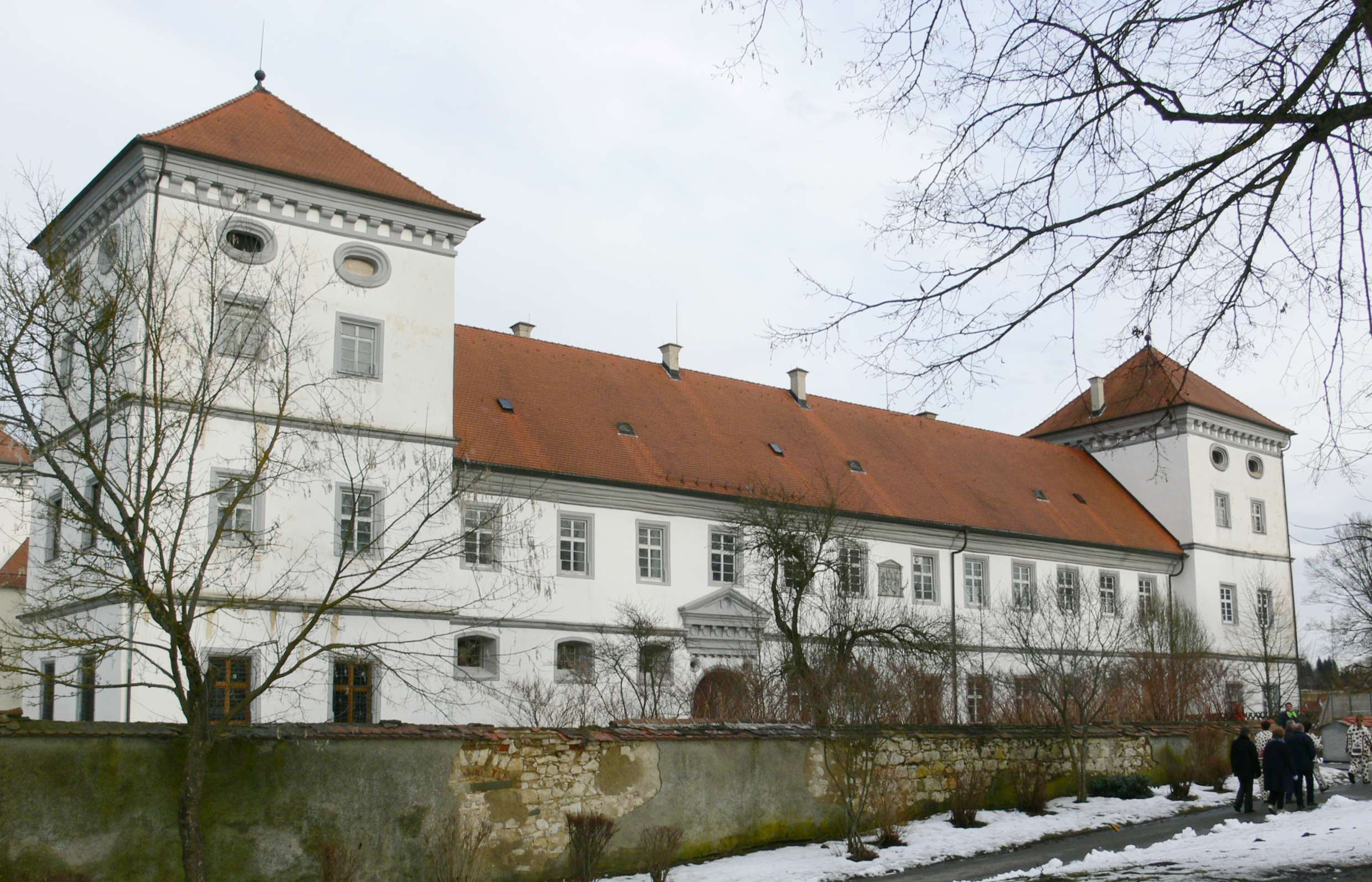
Château de Meßkirch

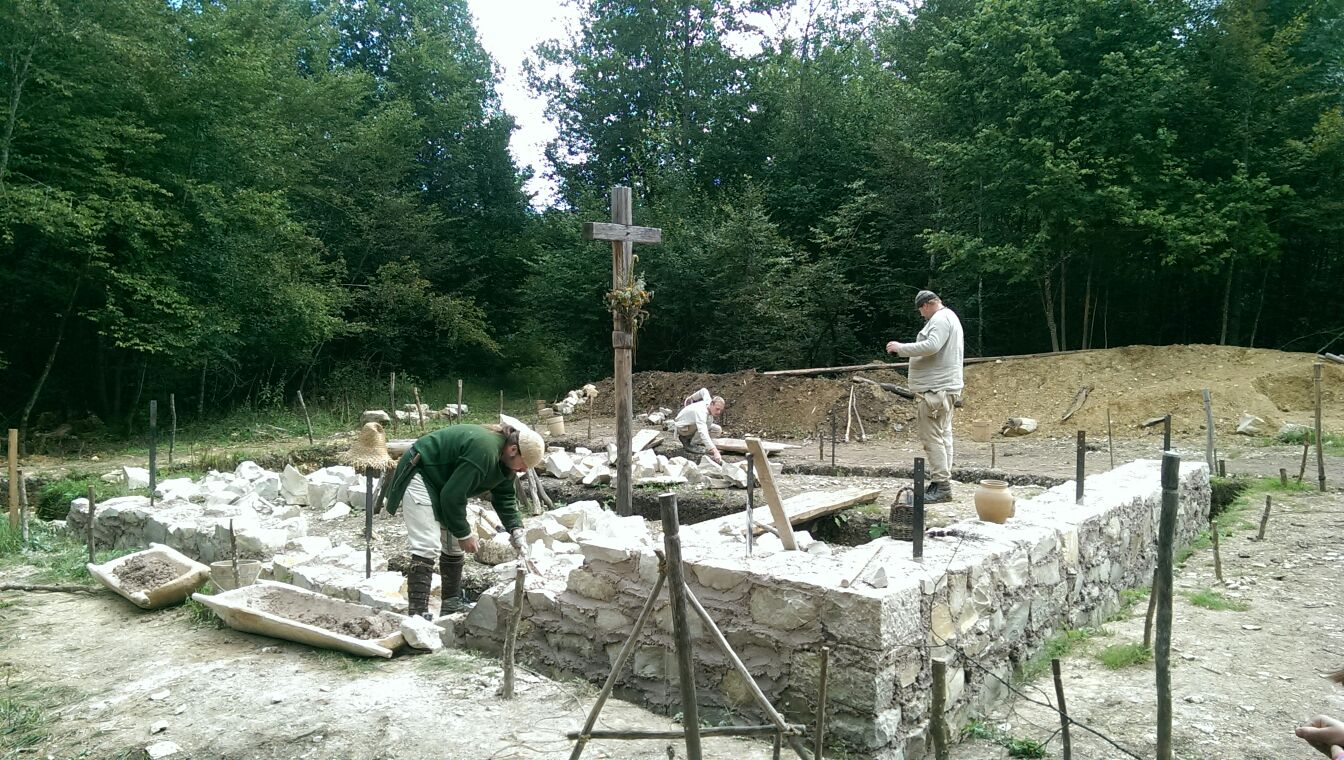
Campus Galli 2014

Les 4 et 5 mai 1800 une bataille eut lieu entre les troupes françaises et les troupes autrichiennes près de Messkirch pendant la guerre de la Deuxième Coalition. Une inscription avec le nom de Messkirch (« MOESKIRCH ») sur l’Arc de Triomphe à Paris la rappelle.

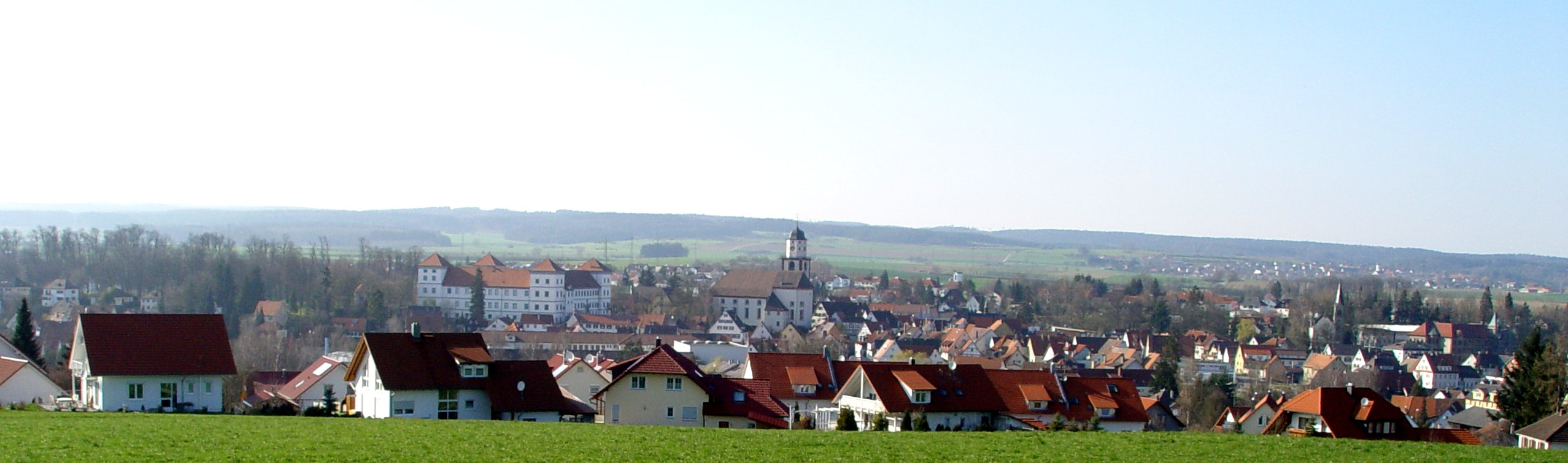
Vue du sud de Meßkirch

## Jumelages
- Sassenage (France) depuis 1981
- Kahoku (Japon) depuis 1985 - Kahoku est le lieu de naissance du philosophe Kitarō Nishida dans la Préfecture d'Ishikawa (jusqu'en 2004 la ville partenaire s'appelait „Unoke“, qui au cours d'une réforme d'administration a été renommée Kahoku).

## Personnalités

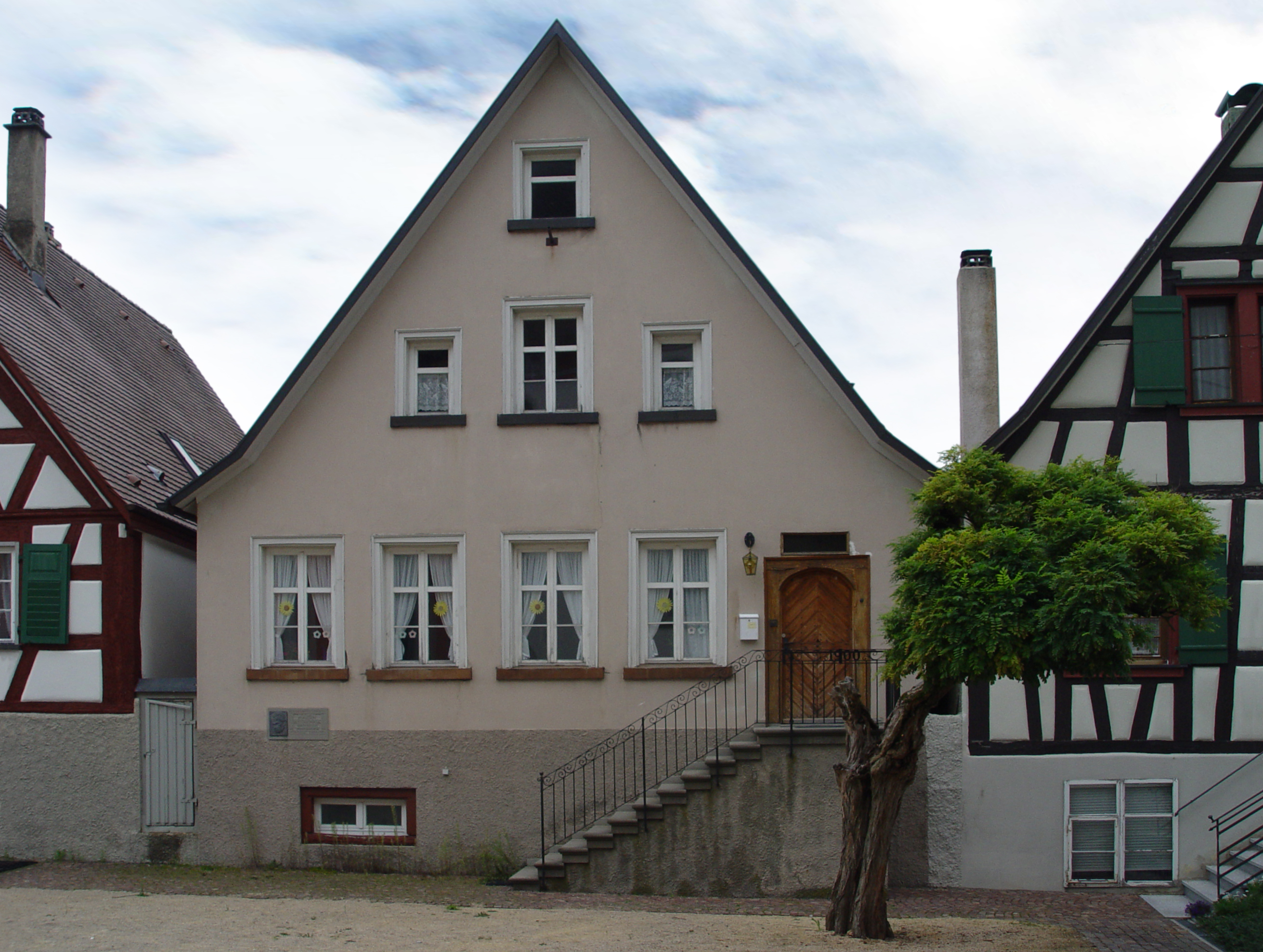
La maison de naissance (Mesmerhaus) du philosophe Martin Heidegger à Meßkirch.

- Maître de Meßkirch, qui peignit un maître-autel et dix autels latéraux pour l'église collégiale de Saint-Martin de Messkirch vers 1536-1540
- Conradin Kreutzer (1780–1849), compositeur, y naquit.
- Conrad Gröber (1872–1948), archevêque de Fribourg, y naquit.
- Martin Heidegger (1889-1976), philosophe, y naquit.
- Arnold Stadler (* 1954), écrivain, Büchnerpreisträger en 1999, y naquit.

## Littérature
- (de) Heinrich Bücheler u.a.: Die Schlacht bei Meßkirch 5. Mai 1800. Gedenkband zum 200. Jahrestag. Museumsgesellschaft, Meßkirch 2000  (ISBN 3-926633-47-6)
- (de) Eugen Eiermann u.a.: Meßkirch gestern und heute. Heimatbuch zum 700-jährigen Stadtjubiläum 1961 Stadtverwaltung, Meßkirch 1961
- (de) Ingeborg Hecht: Meßkirch. Eine Stadt zwischen Türmen und Toren. Kehrer, Freiburg i. Br. 1989  (ISBN 3-923937-63-6)
- (de) Armin Heim: Meßkirch-Bibliographie. Gmeiner, Meßkirch 1988  (ISBN 3-926633-17-4)
- (de) Armin Heim: Die Stadt der Fürstenberger. Geschichte, Kunst und Kultur des barocken Meßkirch. Gmeiner, Meßkirch 1990  (ISBN 3-926633-28-X)
- (de) Martin Heidegger: Der Feldweg. Verlag: Vittorio Ostermann, Frankfurt/M, 1959 (?) ISBN (keine Angabe)
- (de) Martin Heidegger: "700 Jahre Meßkirch (Ansprach zum Heimatabend am 22. Juli 1961)", in Reden und andere Zeugnisse eines Lebensweges (1910-1976), Hrsg. von Hermann, Vittorio Klostermann, Frankfurt am Main, 2000, Martin Heidegger Gesamtausgabe, Band 16, S.574-582.
- (de) Hans Dieter Zimmermann: Martin und Fritz Heidegger. Philosophie und Fastnacht. Verlag C.H. Beck oHG, München 2005  (ISBN 3-406-52881-3)
- (de) Andreas Müller: Der Scheinwerfer – Anekdoten und Geschichten um Fritz Heidegger (Bruder von Martin), Armin Gmeiner Verlag  (ISBN 3-926633-19-0)